# بيت برامشيل

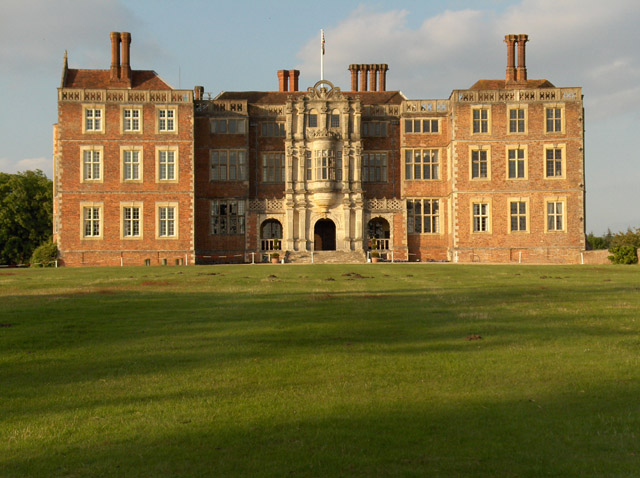
منزل برامشيل ، واجهة جنوبية مع نافذة أورييل في الوسط

منزل برامشيل ، في برامشيل، شمال شرق هامبشاير، إنجلترا، هو واحد من أكبر وأهم القصور اليعقوبية المعجزة في إنجلترا. تم انشاؤه في أوائل القرن السابع عشر على يد البارون زوش الحادي عشر من هارينغوورث ولكن دمرته النيران جزئيًا بعد عدة سنوات. يُظهر التصميم تأثير عصر النهضة الإيطالي، الذي أصبح شائعًا في إنجلترا خلال أواخر القرن السادس عشر. تم تصنيف المنزل كمبنى تاريخي محمي من الدرجة الأولى في عام 1952.
تتميز الواجهة الجنوبية للقصر بهندستها المعمارية المزخرفة، والتي تتضمن في وسطها نافذة كبيرة فوق المدخل الرئيسي. تشمل الميزات الداخلية قاعة كبيرة تعرض 92 شعارًا من الأسلحة على شاشة يعقوبية، وغرفة رسم مزخرفة، المعرض. تم العثور على العديد من الأعمدة والأفاريز في جميع أنحاء القصر، في حين أن العديد من الغرف بها أقمشة كبيرة تصور الشخصيات والأحداث التاريخية على جدرانها المغطاة بألواح. يقع المنزل على 262 أكر (106 ها) من الأراضي التي تحتوي على 18 أكر (7.3 ها) بحيرة. الأسباب التي حصلت على Grade II* الإدراج في عام 1984، هو جزء من حديقة تاريخية مسجلة تضم حوالي 10 هكتار (25 أكر) من الحدائق الرسمية التي تعود إلى أوائل القرن السابع عشر بالقرب من المنزل. تم تصميم حديقة القرون الوسطى الأوسع من القرن السابع عشر إلى القرن العشرين وتحتوي على غابات.
يبدو أن برامشيل كان مكانًا رياضيًا واجتماعيًا محليًا منذ القرن السادس عشر. استضاف ملعب الكريكيت في المنزل مباراة من الدرجة الأولى في عام 1823 عندما لعب فريق هامبشاير المبكر منتخب إنجلترا<span typeof="mw:Entity" id="mwJQ">&nbsp;</span>الحادي عشر، واستضافت ثلاث مباريات أخرى في 1825-1826. خلال الحرب العالمية الثانية، تم استخدام القصر كمنزل للأمومة تابع للصليب الأحمر، قبل أن يصبح مقر إقامة الملك المنفي مايكل والملكة آن ملكة رومانيا لعدة سنوات. أصبح موقعًا لكلية أركان الشرطة في عام 1960، وأصبح لاحقًا موطنًا لكلية الشرطة الأوروبية. نتيجة لذلك، تم إضافة العديد من مباني الحرم الجامعي إلى التركة. نظرًا لتصاعد تكاليف الصيانة، تم بيع العقار لشركة مطوري العقارات التراثية City & Country في أغسطس 2014. من بين الأشباح الـ 14 التي اشتهرت بأنها تطارد المنزل، شبح العروس التي أغلقت نفسها عن طريق الخطأ في صندوق في ليلة زفافها ولم يتم العثور عليها إلا بعد مرور 50 عامًا.

## موقع
يقع بيت برامشيل في المركز التقريبي لمثلث شكلته ريدينغ وباسينجستوك وفارنبورو، على بعد حوالي 47 ميل (76 كـم) . عن طريق البر جنوب غرب وسط لندن. تقع إلى الشمال الشرقي من شرق قبالة الطريق B3349 ، جنوب شرق قرية، التي تقع على الطريق B3011. ثلاثة ممرات رئيسية تقترب من العقار: محرك القصر من B3011 في الجنوب الغربي، ومحرك القراءة جنوبًا من B3011 إلى الشرق من قرية برامشيل من الشمال، محرك الدراج الأقصر الذي يقترب من الجنوب الشرقي من كوبس تشالوين، شمال مجرى نهر هارت. يوجد داخل الأراضي ممر خاص، طريق لوور بول، الذي يربط مانشن درايف بـ ريدنج درايف ساوث، ويمر بالبركة والعديد من المباني الخارجية. الموقع الطولي والخطي هو 51 ° 19'57.9 «شمالاً 0 ° 54'43.2» غربًا أو أيضًا، 51.332759، 0.911991.
في أوائل القرن الرابع عشر، السير جون فوكسلي (ق. 1270 - ج. 1325)، بارون الخزانة،  بنى وهب كنيسة صغيرة في قرية برامشيل.  زوجته الأولى، كونستانس دي برامشيل، ربما كانت وريثة عائلة برامشيل. ابنهما، توماس فوكسلي (ج. 1305-1360)، أصبح عضوًا في البرلمان عن بيركشاير عام 1325، وعُين شرطيًا في قلعة وندسور عام 1328، بعد فترة وجيزة من انضمام إدوارد البالغ من العمر 14 عامًا ثالثا.  في عام 1347 حصل على ترخيص لبناء منزل مانور أو قلعة صغيرة في برامشيل، والتي تضمنت 2,500 أكر (1,000 ها) حديقة مشجرة.  تم بناء المنزل بين عامي 1351 و 1360، وكانت جدرانه سميكة وأقبية مقببة وفناء داخلي بمساحة 100 by 80 قدم (30 by 24 م). استنادًا إلى تشابه الأقبية الباقية تحت بيت برامشيل وتلك الموجودة تحت ما أصبح قاعة الخدم وغرفة المضيف في قلعة وندسور، ربما كانت نسخة من عمل كوبس تشالوينهناك.  